# Theretra muricolor
Theretra muricolor là một loài bướm đêm thuộc họ Sphingidae. Nó được tìm thấy ở Papua New Guinea.
Nó rất giống với Theretra queenslandi nhưng nhỏ hơn và màu nền cánh truwóc xám nhạt.